# Многочлен Александера
Многочлен Александера — це інваріант вузла, який зіставляє многочлен з цілими коефіцієнтами вузлу будь-якого типу. Джеймс Александер виявив перший многочлен вузла 1923 року. У 1969 Джон Конвей представив версію цього многочлена, яка нині носить назву многочлен Александера — Конвея. Цей многочлен можна обчислити за допомогою скейн-співвідношення, хоча важливість цього не була усвідомлена до відкриття 1984 року многочлена Джонса. Незабаром після доопрацювання Конвеєм многочлена Александера стало зрозуміло, що схоже скейн-співвідношення було і в статті Александера для його многочлена.

## Визначення
Нехай K — вузол на 3-сфері. Нехай X — нескінченна циклічне накриття доповнення вузла K. Це накриття можна отримати розрізанням доповнення вузла уздовж поверхні Зейферта вузла K і склеювання нескінченного числа копій отриманого многовиду з межею. Існує накривальне перетворення t, що діє на X. Позначимо першу групу цілочисельних гомологій X як {\displaystyle H_{1}(X)}. Перетворення t діє на цю групу, так що ми можемо вважати {\displaystyle H_{1}(X)} модулем над {\displaystyle \mathbb {Z} [t,t^{-1}]}. Він називається інваріантом Александера або модулем Александера.
Цей модуль скінченно породжений. Матриця коподання для цього модуля називається матрицею Александера. Якщо число генераторів r менше або дорівнює числу співвідношень s, то розглянемо ідеал, породжений мінорами матриці Александера порядку r. Це нульовий ідеал Фіттінга, або ідеал Александера, і він не залежить від вибору матриці коподання. Якщо r>s, вважаємо ідеал рівним 0. Якщо ідеал Александера головний, то породжувальний елемент цього ідеалу і називається многочленом Александера даного вузла. Оскільки породжувальну можна вибрати однозначно з точністю до множення на одночлен Лорана {\displaystyle \pm t^{n}}, часто зводять до певного унікального вигляду. Александер вибирав нормалізацію, в якій многочлен має додатний сталий член.
Александер довів, що ідеал Александера ненульовий і завжди головний. Таким чином, многочлен Александера завжди існує, і ясно, що це інваріант вузла, що позначається {\displaystyle \Delta _{K}(t)}. Многочлен Александера для вузла, утвореного однією ниткою, має степінь 2 і для дзеркального відбиття вузла многочлен буде таким самим.

## Обчислення многочлена
Дж. В. Александер у статті навів такий алгоритм обчислення многочлена Александера.
Візьмемо орієнтовану діаграму вузла з n перетинами. Є n+2 ділянок діаграми. Щоб отримати многочлен Александера, спочатку побудуємо матрицю інцидентності розміру (n, n+2). n рядків відповідають n перетинам, а n + 2 стовпців відповідають ділянкам. Значеннями елементів матриці будуть 0, 1, -1, t, — t.

Значення елементів матриці для ділянок, суміжних перетину. Лінія, зазначена стрілкою, лежить знизу і стрілка вказує напрямок обходу.

Розглянемо елемент матриці, відповідний деякій ділянці і перетину. Якщо ділянка не прилягає до перетину, елемент дорівнює 0. Якщо ділянка прилягає до перетину, значення елемента залежить від положення. Малюнок праворуч показує значення елементів у матриці для перетину (ділянку вузла, що лежить нижче, позначено напрямком обходу, для верхньої напрямок не має значення). Залежно від положення, ділянки відносно нижньої лінії, елементи набувають таких значень:
ліворуч до перетину: — t
праворуч до перетину: 1
ліворуч після перетину: t
праворуч після перетину: -1
Видалимо два стовпці, що відповідають суміжним ділянкам з матриці, і обчислимо визначник отриманої n×n матриці. Залежно від того, які стовпці видалено, відповідь буде відрізнятися на множник {\displaystyle \pm t^{n}}. Щоб уникнути неоднозначності, поділимо многочлен на найбільший можливий степінь t і помножимо на -1, якщо необхідно, для отримання додатного коефіцієнта. Отриманий многочлен — це многочлен Александера.
Многочлен Александера можна обчислити, виходячи з матриці Зейферта.
Після роботи Александера Р. Фокс розглядав коподання групи вузла {\displaystyle \pi _{1}(S^{3}\backslash K)}, і запропонував некомутативний метод обчислення, який також дозволяє обчислити {\displaystyle \Delta _{K}(t)}. Детальний виклад цього підходу можна знайти в книзі Crowell та Fox, (1963)

## Приклад побудови многочлена

Обчислення многочлена Александера для трилисника. Стрілка показує напрямок обходу, лінія зі стрілкою проходить знизу.

Побудуємо многочлен Александера для трилисника. На малюнку показано ділянки (A0, A1, A2, A3, A4) і точки перетину (P1, P2, P3), а також значення елементів таблиці (поруч з точками перетину).
Таблиця Александера для трилисника набуде вигляду:
| Точка | A0 | A1 | A2 | A3 | A4 |
| P1    | -1 | 0  | -t | t  | 1  |
| P2    | -1 | 1  | -t | 0  | t  |
| P3    | -1 | t  | -t | 1  | 0  |
| ----- | -- | -- | -- | -- | -- |

Відкинемо перші два стовпці і обчислимо визначник: {\displaystyle -t^{3}-t+t^{2}} .
Поділивши отриманий вираз на {\displaystyle -t}, отримаємо многочлен Александера для трилисника: {\displaystyle t^{2}-t+1}.

## Основні властивості многочлена
Многочлен Александера симетричний: {\displaystyle \Delta _{K}(t^{-1})=\Delta _{K}(t)} для всіх вузлів K.
З точки зору визначення вище, цей вираз ізоморфізму Пуанкаре {\displaystyle {\overline {H_{1}X}}\simeq \mathrm {Hom} _{\mathbb {Z} [t,t^{-1}]}(H_{1}X,G)} де {\displaystyle G} — факторгруппа поля часток кільця {\displaystyle \mathbb {Z} [t,t^{-1}]}, що розглядається як {\displaystyle \mathbb {Z} [t,t^{-1}]}-модуль, а {\displaystyle {\overline {H_{1}X}}} — спряжений {\displaystyle \mathbb {Z} [t,t^{-1}]}-модуль до {\displaystyle H_{1}X} (як абелева група він ідентичний {\displaystyle H_{1}X}, але накривальне відбиття {\displaystyle t} діє як {\displaystyle t^{-1}}).
Крім того, многочлен Александера набуває в 1 значення, за модулем рівного одиниці: {\displaystyle \Delta _{K}(1)=\pm 1}.
З точки зору визначення, це виражає факт, що доповнення вузла — гомологічне коло, перші гомології якої породжені накривальним перетворенням {\displaystyle t}. Загальніше, якщо {\displaystyle M} є 3-многовидом, таким, що {\displaystyle \mathrm {rank} (H_{1}M)=1}, воно має многочлен Александера {\displaystyle \Delta _{M}(t)}, визначений як порядковий ідеал нескінченного циклічного накривального простору. В цьому випадку {\displaystyle \Delta _{M}(1)}, з точністю до знака, дорівнює порядку підгрупи кручення {\displaystyle H_{1}M}.
Відомо, що будь-який лоранівський многочлен з цілими коефіцієнтами, який симетричний і в точці 1 має значення з модулем 1, є многочленом Александера деякого вузла.

## Геометрична важливість многочлена
Оскільки ідеал Александера є головним, {\displaystyle \Delta _{K}(t)=1} тоді і тільки тоді, коли група вузла досконала (її комутант збігається з усією групою вузла).
Для топологічно зрізаного вузла многочлен Александера задовольняє умові Фокса — Мілнора {\displaystyle \Delta _{K}(t)=f(t)f(t^{-1})}, де {\displaystyle f(t)} — якийсь інший лоранівський многочлен з цілими коефіцієнтами.
Подвоєний рід вузла обмежений знизу степенем многочлена Александера.
Міхаель Фрідман довів, що вузол на 3-сфері є топологічно зрізаним, тобто межами «локально плоского» топологічного диска на 4-вимірній кулі, якщо многочлен Александера вузла тривіальний.
Кауфман описує побудову многочлена Александера через суми станів фізичних моделей. Огляд цього підходу, а також інших зв'язків з фізикою наведено в статті Кауфмана (Kauffman, 2001).
Є також інші зв'язки з поверхнями і гладкою 4-вимірною топологією. Наприклад, при деяких припущеннях допустима хірургія на 4-многовиді, за якої окіл двовимірного тора замінюється доповненням вузла, помноженим на S1. Результатом буде гладкий 4-многовид, гомеоморфний початковому, хоча інваріант Зайберга — Віттена змінюється (збільшується на многочлен Александера вузла).
Відомо, що вузли з симетрією мають обмежені многочлени Александера. Див. розділ Симетрії в роботі Кавауті. Однак многочлен Александера може не помітити деяких симетрій, таких як сильна оборотність.
Якщо доповнення вузла є розшаруванням над колом, то многочлен Александера вузла монарний (коефіцієнти при старшому і молодшому членах рівні {\displaystyle \pm 1}). нехай {\displaystyle S\to C_{K}\to S^{1}} — розшарування, де {\displaystyle C_{K}} — доповнення вузла. Позначимо відображення монодромії як {\displaystyle g:S\to S}. тоді {\displaystyle \Delta _{K}(t)=Det(tI-g_{*})}, де {\displaystyle g_{*}:H_{1}(S)\to H_{1}(S)} — індуковане відображення в гомологіях.

## Зв'язок зі сателітними операціями
нехай {\displaystyle K} — сателітний вузол зі супутником {\displaystyle K'}, тобто існує вкладення {\displaystyle f:S^{1}\times D^{2}\to S^{3}}, таке що {\displaystyle K=f(K')}, де {\displaystyle S^{1}\times D^{2}\subset S^{3}} — незавузлений повний тор, що містить {\displaystyle K}. тоді {\displaystyle \Delta _{K}(t)=\Delta _{f(S^{1}\times \{0\})}(t^{a})\Delta _{K'}(t)}. Тут {\displaystyle a\in \mathbb {Z} } — ціле число, яке представляє {\displaystyle K'\subset S^{1}\times D^{2}} в {\displaystyle H_{1}(S^{1}\times D^{2})=\mathbb {Z} }.
Приклад: Для зв'язної суми вузлів{\displaystyle \Delta _{K_{1}\#K_{2}}(t)=\Delta _{K_{1}}(t)\Delta _{K_{2}}(t)}. якщо {\displaystyle K} є нескрученим подвійним вузлом Вайтгеда, то {\displaystyle \Delta _{K}(t)=\pm 1}.

## Многочлен Александера— Конвея
Александер показав, що поліном Александера задовольняє скейн-співвідношенню. Джон Конвей пізніше перевідкрив це в іншій формі і показав, що скейн-співвідношення разом із вибором значення на тривіальному вузлі досить для визначення многочлена. Версія Конвея є многочленом від z з цілочисельними коефіцієнтами, позначається {\displaystyle \nabla (z)} і називається многочленом Александера — Конвея (а також многочленом Конвея або многочленом Конвея — Александера).
Розглянемо три діаграми орієнтованих зачеплень {\displaystyle L_{+},L_{-},L_{0}}.
Скейн-співвідношення Конвея:
- {\displaystyle \nabla (O)=1} (де O — діаграма тривіального вузла)
- {\displaystyle \nabla (L_{+})-\nabla (L_{-})=z\nabla (L_{0})}

Зв'язок зі стандартним многочленом Александера задається співвідношенням {\displaystyle \Delta _{L}(t^{2})=\nabla _{L}(t-t^{-1})}. Тут {\displaystyle \Delta _{L}} має бути належним чином нормалізованим (множенням на {\displaystyle \pm t^{n/2}}), щоб виконувалося скейн-співвідношення {\displaystyle \Delta (L_{+})-\Delta (L_{-})=(t^{1/2}-t^{-1/2})\Delta (L_{0})}. Зауважимо, що це дає многочлен Лорана від t 1/2.

## Зв'язок з гомологіями Хованова
У роботах Ожвата і Сабо і Расмуссена многочлен Александера подано як ейлерову характеристику комплексу, гомології якого є ізотопічними інваріантами розглянутого вузла {\displaystyle K}, тому теорія гомологій Флоера є категорифікацією многочлена Александера. Детальніше див. у статті Гомології Хованова.